# Chì Bì
Brasil: A Batalha dos 3 Reinos / Portugal: A Batalha de Red Cliff (chinês simplificado: 赤壁; chinês tradicional: 赤壁; pinyin: Chì Bì na China) é um filme de guerra-épica chinês baseado na Batalha de Chibi (208-209 dC) e eventos durante o final da Dinastia Han e, imediatamente antes do período dos Três Reinos, na China antiga O filme foi dirigido por John Woo, e estrelado por Tony Leung, Takeshi Kaneshiro, Zhang Fengyi, Chang Chen, Hu Jun, Lin Chi-ling e Zhao Wei.
Na Ásia, A Batalha dos 3 Reinos foi lançado em duas partes, totalizando mais de quatro horas de duração. A primeira parte foi lançada em julho de 2008 e a segunda em janeiro de 2009. Fora da Ásia, um filme único de 2 filmes de ½ hora foi lançado em 2009, embora a versão em duas partes tenha sido posteriormente lançado em DVD e Blu-ray no Reino Unido. Com um orçamento estimado de $80 milhões nos EUA, "A Batalha dos 3 Reinos" é o filme asiático-financiado mais caro até à data. A primeira parte do filme arrecadou 124 milhões de dólares na Ásia e quebrou o recorde de bilheteria anteriormente detido por Titanic na China

## Trama
O diretor John Woo, disse em entrevista à CCTV-6 que o filme basicamente segue o texto histórico chamado Registros dos Três Reinos (século 3º) como um modelo para a Batalha de Chibi, em vez do romance histórico de Luo Guanzhong Romance dos Três Reinos (século XIV). Como tal, os personagens tradicionalmente vilipendiado como Cao Cao e Zhou Yu é dado um tratamento mais historicamente correto no filme.

### Parte 1 (Lançamento asiático)
No verão de 208, durante a Dinastia Han, o exército imperial, liderado pelo chanceler Cao Cao embarca em uma campanha para eliminar os senhores da guerra do sul Sun Quan e Liu Bei em nome de erradicar os rebeldes, com a aprovação relutante do Imperador Xian. O poderoso exército de Cao rapidamente conquista a Província Jing do sul e a Batalha de Changban é acesa quando a cavalaria de Cao começa atacar os civis em um êxodo liderado por Liu Bei. Durante a batalha, os seguidores de Liu, incluindo seus irmãos de juramento Guan Yu e Zhang Fei, dão uma excelente exibição de suas habilidades de combate, segurando o inimigo enquanto ganhavam tempo para os civis se retirarem. O guerreiro Zhao Yun luta bravamente para resgatar a família encurralada de Liu, mas só consegue resgatar o bebê de Liu.
Após a batalha, o conselheiro chefe de Liu Kongming estabelece uma missão diplomática com Wu Oriental para formar uma aliança entre Liu e Sun Quan para lidar com a invasão de Cao Cao. Sun estava, inicialmente, em meio a um dilema de se render ou resistir, mas sua decisão de resistir Cao endurece após a persuasão inteligente  de Kongming e uma caçada de tigre posterior com o seu grande vice-rei Zhou Yu e sua irmã Sun Shangxiang. Enquanto isso, os comandantes da marinha Cai Mao e Zhang Yun da província de Jing juram lealdade à Cao Cao e são recebidos calorosamente por Cao, que os coloca no comando de sua marinha.
Após a formação apressada da aliança, as forças de Liu e Sun convocam uma reunião para formular um plano para combater o exército de Cao, que está avançando rapidamente em direção de Chibi por ambas ambas terra e água. A batalha começa com  Sun Shangxiang liderando uma unidade ligeira de cavalaria para atrair o exército de vanguarda de Cao na formação aliada dos Oito Trigramas. O exército de vanguarda de Cao é derrotado pelos aliados, mas Cao não mostra decepção e continua a conduzir o seu exército principal à beira do rio em frente ao acampamento dos aliados principais. Enquanto os aliados fazem um banquete para comemorar sua vitória, Kongming pensa em um plano para enviar Sun Shangxiang para se infiltrar no acampamento de Cao em uma missão de espionagem. O duo mantêm contato enviando mensagens através de um pombo. O filme termina com Zhou Yu iluminando seus navios de guerra em miniatura em um mapa com base na formação de batalha, significando seus planos para derrotar a marinha de Cao.

### Parte 2 (Lançamento asiático)
Sun Shangxiang se infiltrou no acampamento de Cao Cao e está secretamente observando detalhes e os enviando através de um pombo para Kongming. Enquanto isso, o exército de Cao é pego com uma praga de febre tifóide que mata um certo número de suas tropas. Cao ordena que os cadáveres sejam enviados em balsas flutuantes para o acampamento dos aliados, na esperança de passar a praga a seus inimigos. O moral do exército aliado é afetada quando alguns soldados desavisados pegam a praga e, eventualmente, um desanimado Liu Bei parte com suas forças, enquanto Kongming fica para trás para ajudar as forças de Wu oriental. Cao fica radiante quando escuta que a aliança tinha desmoronado. Ao mesmo tempo, Cai Mao e Zhang Yun propõe uma nova tática de bloquear os cruzadores de batalha, juntamente com vigas de ferro para minimizar a balançar quando navegam no rio e reduzir as chances das tropas ficarem enjoadas.
Posteriormente, Zhou Yu e Kongming fazem planos sobre como eliminar Cai e Zhang, e produzir 100 mil flechas, respectivamente. Eles concordam que aquele que quem não conseguir completar a missão será punidos com execução sob a lei militar. A estratégia engenhosa  de Kongming de deixar o inimigo atirar nas 20 embarcações cobertas de palha traz mais de 100.000 flechas do inimigo e faz Cao duvidar da lealdade de Cai e Zhang. Por outro lado, Cao envia Jiang Gan para persuadir Zhou a se render, mas Zhou engana Jiang ao invés, o fazendo acreditar que Cai e Zhang estão planejando assassinar Cao. Ambos os respectivos planos de Kongming e Zhou se complementam quando Cao está convencido, apesar de anteriormente ter dúvidas sobre o relatório de Jiang, que Cai e Zhang estava realmente planejando assassiná-lo deliberadamente "doando" flechas para o inimigo. Cai e Zhang são executados e Cao percebe a sua loucura, mas depois já é tarde demais.
No campo de Wu oriental, Sun Shangxiang retorna do acampamento Cao com um mapa da formação inimiga. Zhou e Kongming decidem atacar a marinha Cao com fogo antecipando que uma condição climática especial logo fará com que o o vento mude de direção, resultando que o vento do venha para sua vantagem. Antes da batalha, as forças de Wu oriental tem um momento final juntos, banqueteando-se com bolinhos de arroz glutinosos para celebrar o Festival de Inverno. Enquanto isso, a esposa de Zhou, Xiao Qiao, dirige-se para o acampamento Cao sozinha e secretamente, na esperança de persuadir Cao a desistir de seus planos ambiciosos, mas não consegue e decide distraí-lo, para comprar tempo para seu lado.
A batalha começa quando o vento começa a soprar do sudeste no meio da noite e as forças de Wu oriental lançam seu ataque à marinha Cao. Por outro lado, as forças de Liu Bei, que aparentemente tinham deixado a aliança, começam a atacar os fortes Cao por terra. Ao amanhecer, a marinha toda de Cao foi destruída. Os aliados lançam outra ofensiva sobre o exército Cao por terra, estacionando em suas fortes, e conseguem romper através da utilização da formação tartaruga apesar de ter sofrido altas casualidades. Apesar de Cao ser sitiado em seu acampamento principal, ele consegue Zhou como prosioneiro após pegá-lo desprevenido, juntamente com Cao Hong. Xiahou Jun também aparece, segurando Xiao Qiao como refém e fazendo com que os aliados hesitem. Só então, Zhao Yun consegue reverter a situação, resgatando Xiao Qiao, com um ataque surpresa e colocando Cao à mercê dos aliados em seu lugar. Eventualmente, os aliados decidem poupar a vida de Cao e dizem-lhe para nunca mais voltar para casa antes de sair. Na cena final, Zhou Yu e Kongming são vistos conversando antes de Kongming se afastar para bem longe com o recém-nascido potro Mengmeng.

### Lançamento ocidental
A versão ocidental cortou a duração do filme de 280 minutos para 148 minutos. Uma narração de abertura em é fornecida para definir o contexto histórico enquanto na versão asiática, uma descrição mais breve do contexto da situação política aparece em forma de rolagem 10 minutos no filme. Cortes notáveis incluem o fundo e as motivações por trás do plano de Kongming para obter 100 mil flechas, incluindo a ameaça de sua vida, e as partes iniciais da infiltração de Sun Shangxiang. A cena da caça ao tigre também foi cortada da versão ocidental.

## Elenco

### Elenco principal
- Tony Leung como Zhou Yu
- Takeshi Kaneshiro como Zhuge Liang
- Zhang Fengyi como Cao Cao
- Chang Chen como Sun Quan
- Zhao Wei como Sun Shang Xiang
- Hu Jun como Zhao Yun
- Shidō Nakamura como Gan Ning
- Lin Chi-ling como Xiaoun koluto
- Tong Dawei como Sun Shucai
- Hou Yong  como Lu Bu
- You Yong como Liu Bei

### Outro elenco
| - Basen Zhabu como Guan Yu - Zang Jinsheng como Zhang Fei - Zhang Shan como Huang Gai - Wang Hui como Cao Hong - Xie Gang como Hua Tuo - Song Jia como Lady Li - Shi Xiaohong como Jiang Gan - Xu Fengnian como Zhang Liao - Guo Chao como Yue Jin | - Hu Xiaoguang como Xiahou Jun - Cui Yugui como Xu Chu - Jiang Tong como Li Tong - Ma Jing como Wei Ben - Yizhen como Cai Mao - Jia Hongwei como Zhang Yun - Zhao Chengshun como Xun You - Wang Zaolai como Cheng Yu - Wang Ning como Emperor Xian of Han | - Wang Qingxiang como Kong Rong - Li Hong como Lady Gan - He Yin como Lady Mi - Wang Yuzhang como Cheng Pu - Menghe Wuliji como Guan Ping - Chen Changhai como Qin Song - Zhang Yi como Zhang Zhao - Wu Qi como Gu Yong |

### Elenco substituído
- Ken Watanabe foi originalmente selecionado para o principal de Cao Cao.[6] De acordo com relatos, alguns fãs chineses opinaram suas objeções sobre as escolha já que eles achavam inapropriados para um ator japonês interpretar um papel tão importantes de uma uma figura histórica chinesa. O relatório clama que os protestos influenciaram a decisão do diretor John Woo, que eventualmente escolheu Zhang Fengyi para o papel.[7]
- Chow Yun-fat foi selecionado para o papel de Zhou Yu, e tinha mesmo sido anteriormente considerado para o papel de Liu Bei. No entanto, ele voltou atrás em 13 de abril de 2007, assim quando as filmagens começaram. Chow explicou que recebeu um roteiro revisado na semana anterior e não foi dado tempo suficiente para se preparar, mas o produtor Terence Chang contestou isso, dizendo que ele não poderia trabalhar com Chow porque  a seguradora do filme de Hollywood opôs 73 cláusulas no contrato de Chow[8]. Chow foi substituído por Tony Leung Chiu-Wai, que já havia recusado o papel de Kongming,[9][10] já que estava esgotado depois de filmar Desejo e Perigo[11], mas se ofereceu para se juntar ao elenco por causa da urgência da questão.

## Produção
A produção é dirigida por Lion Rock Entertainment e a China Film Group Corporation . As distribuidoras foram rápidas para fechar o negócio antes de sequer de começar as filmagens. As distribuidoras incluem Chengtian Entertainment (China), CMC Entertainment / 20th Century Fox (Taiwan), Mei Ah Entertainment (Hong Kong), Avex Group / Universal Studios Japan (Japão), Showbox (Coreia do Sul, e a base em Los Angeles da Summit Entertainment (internacional).
As filmagens de A Batalha dos 3 Reinos começou em meados de abril de 2007. A filmagem foi realizada em um estúdio em Pequim, bem como na província de Hebei, onde a guerra naval foi encenada em dois reservatórios de trabalho.
Em 9 de junho de 2008, um dublê que fez cenas para os filme foi morto em um louco acidente com fogo, que também deixou seis pessoas feridas.
Os efeitos especiais da parte 2 de A Batalha dos 3 Reinos foram produzidos pela Modus FX, The Orphanage, Frantic Films, Red FX e Prime Focus.

## Música
O álbum inteiro da trilha sonora para o filme foi lançado pela Silva Screen Group no ocidente.
| Trilha sonora da parte I do filme |                                           |         |  |
| N.º                               | Título                                    | Duração |  |
| 1.                                | "The Beginning"                           | 3:16    |  |
| 2.                                | "Beat on the Battle"                      | 6:42    |  |
| 3.                                | "Just Offensive Attack"                   | 5:48    |  |
| 4.                                | "Precious One"                            | 5:21    |  |
| 5.                                | "Hill of the Refugees"                    | 5:01    |  |
| 6.                                | "Closing in Upon the Enemy"               | 4:14    |  |
| 7.                                | "Previous Day"                            | 2:37    |  |
| 8.                                | "Tricky Mischief"                         | 1:44    |  |
| 9.                                | "A Hero and a Boy"                        | 1:39    |  |
| 10.                               | "Decision For Justice"                    | 3:57    |  |
| 11.                               | "In Loneliness"                           | 5:36    |  |
| 12.                               | "Battle to Battle"                        | 4:40    |  |
| 13.                               | "Blood Color"                             | 2:25    |  |
| 14.                               | "Beyond the River"                        | 4:58    |  |
| 15.                               | "Theme song of Part I" (End-roll version) | 7:09    |  |
| Duração total:                    | Duração total:                            | 66:04   |  |

| Trilha sonora da duas partes do filme |                                            |         |  |
| N.º                                   | Título                                     | Duração |  |
| 1.                                    | "The Battle Of Red Cliff"                  | 3:05    |  |
| 2.                                    | "On The Battlefield"                       | 8:43    |  |
| 3.                                    | "Light Of The Evanescence"                 | 2:32    |  |
| 4.                                    | "Shadow Of The Evanescence"                | 2:26    |  |
| 5.                                    | "Shooooot!"                                | 1:43    |  |
| 6.                                    | "Decision For Justice"                     | 3:58    |  |
| 7.                                    | "Secret Stratagem"                         | 1:51    |  |
| 8.                                    | "Closing In Upon The Enemy"                | 4:13    |  |
| 9.                                    | "Unseen Locus"                             | 3:01    |  |
| 10.                                   | "Precious One"                             | 5:22    |  |
| 11.                                   | "Sound Of Heartstrings"                    | 1:35    |  |
| 12.                                   | "In Loneliness"                            | 5:35    |  |
| 13.                                   | "Beyond The River"                         | 4:19    |  |
| 14.                                   | "Theme Song of Part I" (End-roll version)  | 7:12    |  |
| 15.                                   | "Outroduction Of Legend"                   | 5:16    |  |
| 16.                                   | "Theme Song of Part II" (End-roll version) | 3:32    |  |
| Duração total:                        | Duração total:                             | 64:23   |  |

### Canções tema
| # | Título da canção                                                                                            | Créditos da canção                                                   | Mais informação |
| - | --- | -------------------------------------------------------------------- | --- |
| 1 | 心・戰 ～RED CLIFF～ (pinyin: Xīn Zhàn ~Red Cliff~) (tradução: Batalha da Mente ~Red Cliff~)                | Composta por Tarō Iwashiro Letras por Francis Lee Executada por alan | A canção tema da Parte I (excluindo Japão). |
| 2 | 赤壁 ～大江東去～ (pinyin: Chì Bì ~Dà Jiāng Dōng Qù~) (tradução: Red Cliff ~O Grande Rio Vai Para o Leste~) | Composta por Tarō Iwashiro Letras por Francis Lee Executada por alan | Canção tema da Parte II (excluindo Japão). Canção tema do lançamento ocidental. Sua versão oficial em inglês é intitulada "River of No Return". |
| 3 | RED CLIFF ～心・戦～ (rōmaji: Red Cliff ~Shin Sen~) (tradução: Red Cliff ~Batalha da Mente~)                | Composta por Tarō Iwashiro Letras por Gorō Matsui Executada por alan | Canção tema da Parte I no Japão. Canção tema nº1 da versão japonesa.                                                                            |
| 4 | 久遠の河 (rōmaji: Kuon no Kawa) (tradução: O Rio Eterno)                                                    | Composta por Tarō Iwashiro Letras por Gorō Matsui Executada por alan | Canção tema da Parte II no Japão. Canção tema nº2 da versão japonesa.                                                                           |

## Recepção

### Primeira parte, lançamento na Ásia
Durante a 1 ª parte do lançamento do filme na Ásia, a Variety informou que o filme teve um bom início tremendo em sua jornada cinematográfica em toda a Ásia Oriental, desde a sua data de lançamento em 10 de julho de 2008. O filme teve um fim de semana de abertura recorde em todos os seis territórios da Ásia A Variety também informou que o filme recebeu uma recepção crítica geralmente positiva em Hong Kong, na China. Na Coreia do Sul, o dia de abertura de A Batalha dos 3 Reinos bateu Hancock com até 79.000 admissões na quinta-feira, ou um número estimado de bruto de $ 550.000. O filme também atraiu mais de 1,6 milhões de espectadores na Coreia do Sul, cerca de 130.000 mais do que Batman O Cavaleiro das Trevas. Em um orçamento de $ 80 milhões, juntamente com o escrutínio da mídia sobre seu longa e filmagens com problemas, incluindo a morte de um dublê e a hospitalização de seu produtor, o filme é visto por muitos como uma grande aposta financeira, no entanto, membros da indústria relatados até agora um bom boca-a-boca e comentários positivos parecem estar pagando as receitas forte do filme nas bilheterias.
A Associated Press (AP) deu ao filme uma análise brilhante e afirma: "John Woo apresenta a distinção crucial contada magnificamente na Batalha dos 3 Reinos, o retorno triunfal do diretor de Hong Kong para o filme chinês após 16 anos em Hollywood" e "com A Batalha dos 3 Reinos " , Woo mostra que ele ainda é um diretor mestre a ser reconhecido.
O Hollywood Reporter deu ao filme uma crítica positiva, afirma que a linha de fundo é: "Um prelúdio formidável para uma batalha épica com efeitos resplandescente e ação espetacular".
A Variety também deu ao filme uma crítica favorável, e descreve A Batalha dos 3 Reinos: "abalança personagem, coragem, espetáculo e ação visceral em uma carne, uma pizza dramaticamente satisfatória que proporciona no hype e vai surpreender muita gente que se sentiu que Woo perdeu progressivamente seu mojo durante seus longos anos nos Estados Unidos." A resenha também indica que o filme pode, porém decepcionar aqueles que simplesmente procuram uma recauchutagem traje de sua cinética 80 filmes de ação, como Heroes Shed No Tears e A Better Tomorrow.
O Korea Times escreve: "Finalmente, o cinema asiático vê o nascimento de um filme com grandeza - em ambos orçamento e inspiração - de franquias épicas como O Senhor dos Anéis". "Seqüências de ação grandes e fortes estão unidas com um detalhe delicioso, incluindo imagens poéticas de animais. Embora o modo Asiático de filmes como O Tigre e o Dragão atende a um público ocidental, A Batalha dos 3 Reinos captura a alma e o coração da filosofia asiática com uma apelação mais universal". Um dos principais jornais da Coreia do Sul em Inglês JoongAng Daily afirmou sobre o filme,  "o filme histórico da China viveu suas expectativas em mais de uma maneira".
O Japan Times deu ao filme um grande elogio e diz que "A Batalha dos 3 Reinos traz tudo isso e mais para a tela - uma colossal e  frenética ação de duas horas e meia, paixão febril e cenas de batalha coreografadas elegantemente..."  e listou o filme no final do ano como um dos melhores filmes internacionais (não-japonês) de 2008. O lançamento do DVD veio com um cupom revelando um código que desbloqueia armadura especial para os personagens de Dynasty Warriors: Strikeforce.